# Hylaeus riekianus
Hylaeus riekianus là một loài Hymenoptera trong họ Colletidae. Loài này được Houston mô tả khoa học năm 1981.

## Hình ảnh

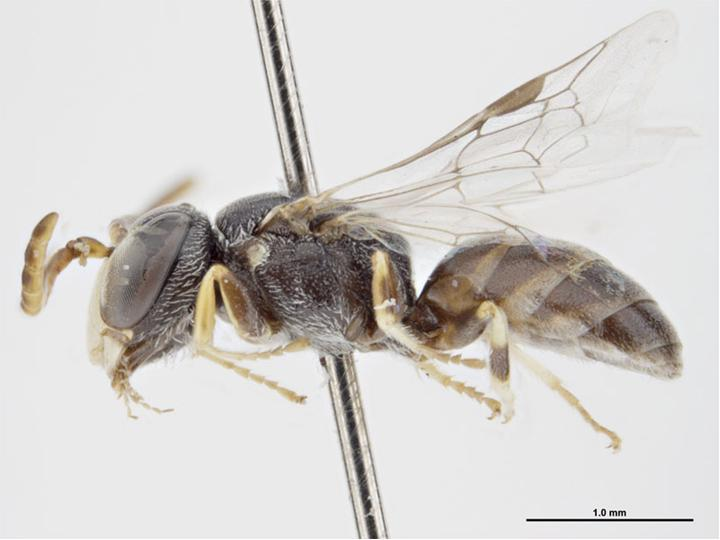